# Georges-Marie Bernanose
Pour les articles homonymes, voir Bernanose.
Georges-Marie Bernanose, né le 5 mai 1898 à Nancy et décédé le 28 avril 1974 dans le 17e arrondissement de Paris, est un dramaturge et un auteur français de roman policier.

## Biographie
Il donne un très grand nombre de pièces de théâtre radiophoniques, dont quelques-unes paraissent dans la presse ou en volume.
Il publie entre 1926 et 1953 cinq romans littéraires, dont l'un, Les Amants de Verdun (1927), rencontre un certain succès. Entre 1956 et 1965, il fait paraître dans la collection Le Masque cinq romans policiers qui se déroulent en Allemagne. Le premier, La Porte interdite, a l'honneur d'être préfacé par Pierre Benoit, alors président du jury du prix du roman d'aventures. Il s'agit d'un texte à la frontière entre la science-fiction et la littérature policière, où un savant fou, qui se surnomme lui-même le "missionnaire de Dieu, invente un procédé qui accélère le vieillissement de ses victimes.

## Œuvre

### Romans policiers
- La Porte interdite, Paris, Librairie des Champs-Élysées, Le Masque no 547, 1956
- Des torches dans les ruines, Paris, Librairie des Champs-Élysées, Le Masque no 586, 1957
- Le Juge Sturmfelz, Paris, Librairie des Champs-Élysées, Le Masque no 668, 1960
- Qu'allez-vous faire de moi ?, Paris, Librairie des Champs-Élysées, Le Masque no 722, 1961
- L'amour est-il un piège ?, Paris, Librairie des Champs-Élysées, Le Masque no 894, 1965

#### Romans non-policiers
- Fidéline Bigorgne, Paris, Éditions Eugène Figuière, 1926
- Les Amants de Verdun, Paris, Éditions Eugène Figuière, 1927 ; réédition, Paris, Éditions du Scorpion, 1956
- Le Sens de la folie, Paris, Éditions Eugène Figuière, 1928
- Ténèbres, Paris, Éditions de La Bruyère, 1946
- Le Grand Jour, Paris, Hachette, 1953

### Théâtre
- La Loi d'amour, 1932 (joué au Théâtre Fontaine la même année)
- La Miniature, Paris, Éditions musicales du Colisée, coll. Les Meilleures Scènes, 1948
- Anna-Lisa, Paris, France-Illustration/Le Monde illustré, Supplément théâtral et littéraire no 54, 1950
- La Rose de l'Alhambra, Paris, France-Illustration/Le Monde illustré, Supplément théâtral et littéraire no 54, 1950
- Le Lapin, Paris, France-Illustration/Le Monde illustré, Supplément théâtral et littéraire no 96, 1951
- La Dernière Étape, Paris, France-Illustration/Le Monde illustré, Supplément théâtral et littéraire no 141, 1952
- La Consultation, Paris, Éditions Billaudot, 1952
- Le Camarade de guerre, Paris, Éditions de l'Amicale, 1955
- Le Garde-fou, Paris, Éditions de l'Amicale, 1955

### Opérette
- 1946-1947 : Mam'zelle Printemps  de Maurice Poggi, livret de Georges-Marie Bernanose, paroles de Maurice Vandair, musique d'Henri Betti, théâtre Moncey

## Sources
- Jacques Baudou et Jean-Jacques Schleret, Le Vrai Visage du Masque, vol. 1, Paris, Futuropolis, 1984, 476 p. (OCLC 311506692), p. 61.